# Parque Nacional Cofre de Perote
Parque Nacional Cofre de Perote är en nationalpark i Mexiko.   Den ligger i delstaten Veracruz, i den sydöstra delen av landet, 210 km öster om huvudstaden Mexico City. Parque Nacional Cofre de Perote ligger 4 092 meter över havet.